# Biofilter

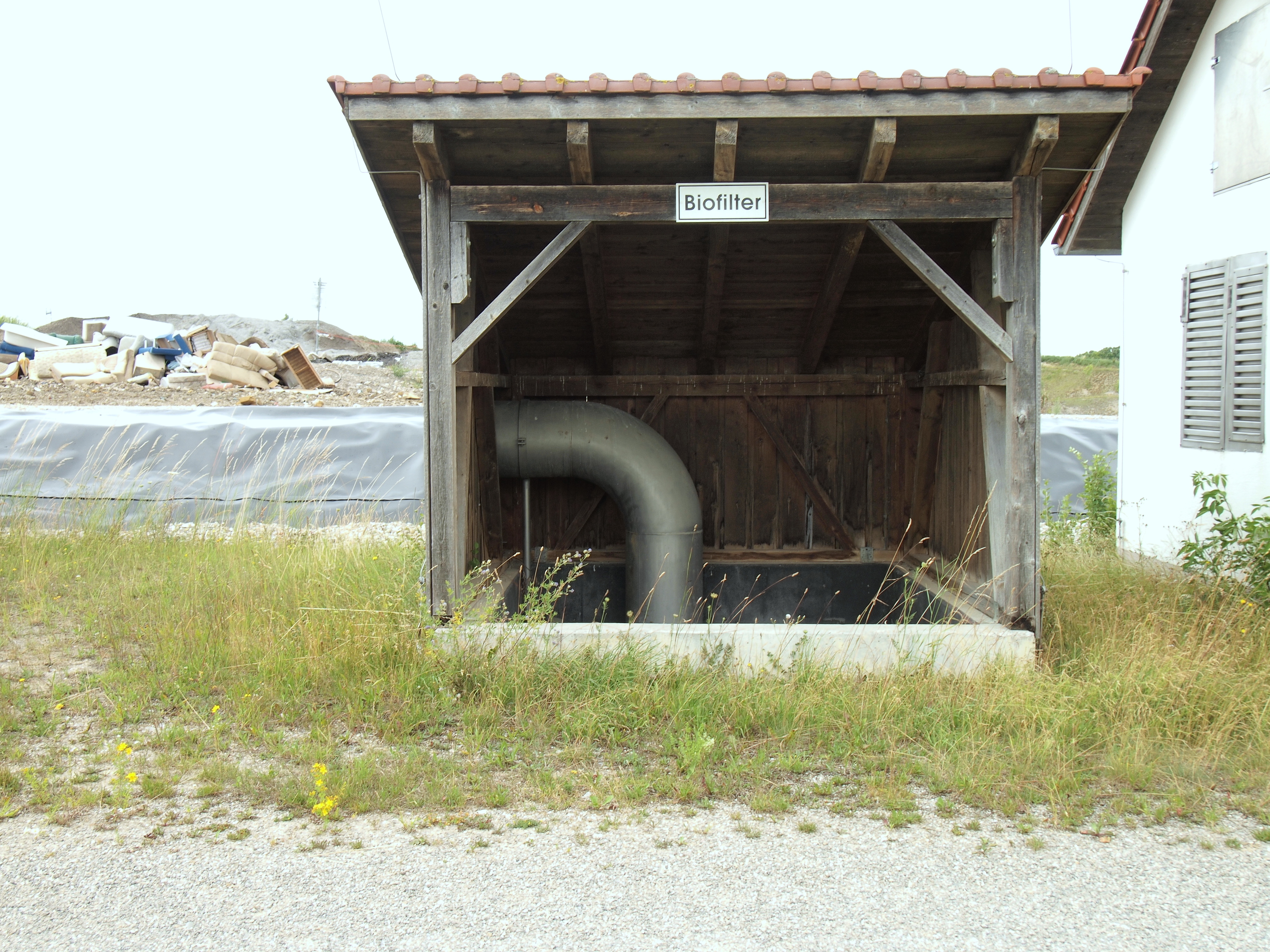
Abluftrohr des Biofilters der Hausmülldeponie Oberostendorf im Ostallgäu

Ein Biofilter ist ein biologisch wirkender Festbettreaktor zur Reinigung von Luft oder Wasser. Es handelt sich hierbei nicht um einen Filter im eigentlichen Sinne, da der Hauptzweck die Abscheidung von gasförmigen bzw. gelösten Substanzen und nicht von festen Partikeln ist. Im Gegensatz zum Biorieselbettreaktor einerseits, bei dem sich auf Einbauten im Reaktor ein sogenannter biologischer Rasen bildet, der kontinuierlich gespült wird, und dem Biowäscher anderseits, bei dem die Mikroorganismen überwiegend in einer Waschflüssigkeit suspendiert sind, sind die Mikroorganismen beim Biofilter auf einer Matrix, die teilweise für die Nährstoffversorgung sorgt, fixiert.
Die Idee, Abluft auf biologischem Wege zu reinigen, existierte bereits in den 1920er-Jahren, spätestens in den 1960er-Jahren erfolgte der technische Einsatz. Im Laufe der Jahre wurden Biofilter für eine Vielzahl von Anwendungen optimiert.

## Funktionsweise
Die Biofiltration stellt eine relativ einfache und kostengünstige Methode zur Reinigung von geruchstoffhaltiger und VOC-haltiger Abluft dar. Mikroorganismen zerlegen dabei Schad- und Geruchsstoffe in harmlose Produkte wie Kohlenstoffdioxid und Wasser. Eingesetzt werden Biofilter überwiegend für die Abluftreinigung. Für spezielle Aufgaben werden aber auch Biofilter in der Wasser- und Abwasserreinigung verwendet.
Die nachfolgenden Angaben beziehen sich auf die Abluftreinigung. Die Verfahren für die Biofilterung von Wässern basieren auf den gleichen Grundlagen und sind dem flüssigen Medium angepasst.
Die biologische Abluftreinigung nutzt Mikroorganismen, um Schadstoffe aus der Luft durch mikrobiellen Abbau zu entfernen. Der Abbau der in der Luft enthaltenen Substanzen erfolgt durch verschiedene Organismen, wie Bakterien und Pilze. Vereinfacht dargestellt, wandeln die Mikroorganismen die Schadstoffe mit Hilfe von Sauerstoff in Kohlenstoffdioxid und Wasser um, das heißt, es handelt sich um ein stoffzerstörendes Verfahren.
Diese Reaktion kann nur dann ablaufen, wenn die Schadstoffe von der Gas- in die Wasserphase überführt werden, da das Wasser den Lebensraum der Mikroorganismen bildet. Deshalb ist der Übergang der Schadstoffe in die wässrige Phase ein wichtiger Faktor bei allen biologischen Verfahren. Es setzen sich diejenigen Mikroorganismen durch, die sich am besten an die herrschenden Bedingungen und an das Nahrungsangebot, also die zu reinigenden Schadstoffe anpassen können. Dabei handelt es sich immer um eine Mischung aus verschiedenen heterotrophen Arten, welche die Schadstoffe in der Luft als Kohlenstoff- und Energiequelle nutzen.

### Bauformen und Betriebsweise
Biofilter werden in vielen verschiedenen Bauformen betrieben, wie zum Beispiel Flächenfilter, Containerfilter, Etagenfilter, Wabenfilter und Turmfilter. Bei allen Bauformen durchströmt die Abluft eine Filtermaterialschüttung. Vor dem Biofilter ist in manchen Fällen ein Luftwäscher angeordnet, in welchem die Luft auf einen Sättigungsgehalt von nahezu 100 % relative Luftfeuchte gebracht wird. Dies soll das Austrocknen des Materials verhindern. Außerdem kann im Luftwäscher auch je nach Bedarf die Entfernung von Partikeln aus der Abluft stattfinden. Das wasserdampfgesättigte und staubfreie Rohgas wird dann dem Biofilter zugeführt, in dem sich das Filtermaterial befindet. Dieses wird stets durch eine zusätzliche Bewässerung feucht gehalten. Die Mikroorganismen sind auf dem Filtermaterial immobilisiert. Beim Durchströmen der Filterschicht sorbieren die Abluftinhaltsstoffe auf der Oberfläche des Materials und stehen so den Mikroorganismen zum Abbau zur Verfügung. Um eine hohe mikrobielle Aktivität im Filter zu gewährleisten, müssen optimale Bedingungen für die Mikroorganismen hinsichtlich pH-Wert, Feuchtigkeit des Filtermaterials, Temperatur und Nährstoffversorgung eingehalten werden. Die Praxis zeigt, dass die sich in Biofiltern entwickelnden mikrobiellen Mischpopulationen sehr robust sind, wenn gewisse Parameter eingehalten werden.

### Filtermaterial
An das Filtermaterial werden vielfältige Anforderungen gestellt. Es soll eine große spezifische Oberfläche und damit eine große Aufwuchsfläche für die Mikroorganismen aufweisen, die Feuchtigkeit gut speichern können, einen geringen Druckverlust beim Durchströmen verursachen, eine gewisse Pufferkapazität gegen pH-Wert Schwankungen aufweisen, ein gleichmäßiges Durchströmen des Filterbettes ermöglichen und eine geringe Verrottungsgeschwindigkeit haben. Außerdem sollen die Mikroorganismen mit anorganischen Nährstoffen und Spurenelementen versorgt werden. Folgende Stoffe, auch als Gemische, sind als Filtermaterial geeignet:
- Kompost aus Rinden oder Müll
- Heidekraut, Reisig oder Kokosfasern
- Torfprodukte
- Papiergranulat

Zusätzlich zur Auflockerung werden diesen Materialien inerte Zuschlagsstoffe wie Blähton, Styropor oder Schaumstoff zugesetzt.
Das Filtermaterial ist dabei nicht nur Träger für die Mikroorganismen, sondern auch ein Nährstofflieferant.

### Vor- und Nachteile der Biofiltration
Beim Betrieb eines Biofilters liegt ein Hauptproblem darin, eine stellenweise Austrocknung oder Vernässung des Filtermaterials zu verhindern und dadurch ein gleichmäßiges Durchströmen des Filterbettes zu ermöglichen. Dies lässt sich vor allem durch die Kapselung der Biofilter erreichen. Nachteilig ist oftmals der große Platzbedarf dieser Anlagen, die kostenintensive Ventilatorenergie zur Druckerhöhung und die dauerhafte Bewässerung. Im Vergleich zu anderen Verfahren, wie der Ionisation mit Ionisationsröhren, ist das konstante biologische Reinigungsverfahren oftmals durch CO2-Einsparungen und zahlreiche ökonomische Aspekte, wie mittlere Anschaffungskosten, langjährige Filterstandzeiten und mittlere Betriebskosten, von Vorteil.

### Verfahrenstechnische Grundlagen
Die verfahrenstechnische Grundlage ist im Wesentlichen eine biochemische Oxidation und damit Abbau und Umwandlung der Stoffe durch Bakterien, Pilze und Hefen in unschädliche und geruchlich nicht störende Substanzen. Voraussetzungen sind, dass die schädlichen Stoffe wasserlöslich, biologisch abbaubar und für die Mikroorganismen nicht toxisch sind. Die auf geeignetem Filtermaterial sessilen Mikroorganismen verwerten die in der Abluft enthaltenen VOC-Substanzen für ihre Stoffwechselvorgänge. Der Abbau erfolgt unter aeroben Bedingungen und genügend Sauerstoff muss vorhanden sein. Letzteres ist durch den in der Abluft enthaltenen Sauerstoff üblicherweise gegeben. Wasserdampfgesättigte Abluft ist zu verwenden, da das Filtermaterial feucht sein muss.

### Anwendungsgebiete für Biofilter der Abluftreinigung
Biofilter finden hauptsächlich Anwendung zur Abluftreinigung bei nachfolgenden Anlagen:
- Abwasserreinigung (sowohl kommunal als auch industriell)
- Abfallverwertung, Kompostierungsanlagen, MBAs
- Oberflächenbeschichtungen mit Lösemitteln (Metalle, Holz und Kunststoffe)
- Lebensmittelverarbeitung, Pilzzucht, Räuchereien
- Ölmühlen und Mälzereien
- Landwirtschaftlichen Anlagen
- Biogasanlagen
- (passive) Deponieentgasung
- Tierkörperverwertungsanlagen
- Futtermittelproduktionsanlagen
- Schlachthöfe
- Abluft der Schlammtrocknungsanlagen
- Geruchsbelastete Produktionsabluft

### Biofilter zur Geruchsbeseitigung
Das Haupteinsatzgebiet von Biofilteranlagen liegt traditionell in der Reinigung von geruchstoffbelasteter Abluft. Der mikrobielle Abbau der Geruchs- und Schadstoffe zu CO2 und H2O bzw. geruchlich nicht mehr wahrnehmbaren Verbindungen erfolgt bei Umgebungstemperatur, so dass keine zusätzliche Energie und Zusatzstoffe eingesetzt werden müssen. Die Betriebskosten sind bei diesem Verfahren folglich sehr gering. In vielen Bereichen gehört die Biofiltration zum Stand der Technik. In Deutschland und Europa werden tausende Biofilteranlagen zur Geruchsreduzierung aus den unterschiedlichsten Emissionsquellen eingesetzt. Geruchsprobleme treten häufig in der Nähe von Kläranlagen, Deponien, Gießereien, Brauereien, Nahrungsmittelindustrie, Tierkörperverwertungsstellen, Müllaufbereitungsanlagen, Landwirtschaftlichen Betrieben und Schlachtereien auf. Die Biofiltration stellt das kostengünstigste und verlässlichste Verfahren zur Geruchsstoffbeseitigung dar – es werden Wirkungsgrade bis zu 99 % erzielt.

### Biofilter zur Lösemittelelimination
Mit der Neufestlegung und Verschärfung der Emissionsgrenzwerte der 31. Bundes-Immissionsschutzverordnung kommen bei der Reinigung von lösemittelbelasteter Abluft aus unterschiedlichsten Industriezweigen wie z. B. Möbellackierung, Oberflächenbeschichtung, chemischer Industrie, Galvanik, Kunststoffverarbeitung, Lackierung von Autoteilen usw. auch vermehrt Biofiltersysteme zum Einsatz.
Die meisten Lösemittel stellen für die Mikroorganismen eine gut geeignete Kohlenstoffquelle dar, die sie für ihre Energiegewinnung oxidieren und in nicht schädliche Verbindungen überführen können. Bei diesem Prozess werden keine Stützbrennstoffe wie Öl oder Gas benötigt. Vorteile der Biofiltration gegenüber den thermischen Verfahren sind somit die CO2–neutrale Funktionsweise sowie die geringen Betriebskosten.
Ab einer Kohlenwasserstoffkonzentration von mehr als 1.500 mg/m3 sind biologische Verfahren zu Lösemittelelimination nur noch bedingt geeignet – hier sollte auf andere Verfahren der Abluftreinigung wie beispielsweise die regenerative Nachverbrennung zurückgegriffen werden.

### Biofilter für Kanalschächte
Ein Einsatzgebiet ist zum Beispiel der Biofilter für Kanalschächte, der unter dem Schmutzfänger in einen Kanalschacht gehängt wird und das Austreten von starken Gerüchen aus der Kanalisation, vor allem am Auslauf von Druckrohrleitungen, verhindern soll. Er enthält einen integrierten Schmutzfänger und eine Filterfüllung (Gemisch aus Torf und Füllkörpern für Mikroorganismen). Das anfallende Oberflächenwasser wird über einen Auffangtrichter unter dem Schlammfang aufgefangen und über ein Fallrohr abgeleitet. Eine Gummidichtung verhindert den Austritt ungereinigter Luft. Moderne Filter behindern den Luftdurchtritt nicht mehr. Moderne Filter auf Papierbasis sind wartungsfrei und funktionieren 5 bis 6 Jahre ohne ständige Überwachung und Pflege. Der Wirkungsgrad liegt bei 99 %.

### Biofilter zur Deponiegasbehandlung
Sinkt der Methangehalt im Deponiegas und nimmt der Volumenstrom entsprechend ab, so ist eine autotherme Verwertung oder Behandlung des Gases in der Regel nicht mehr möglich. In solchen Fällen ist die mikrobielle Methanoxidation im Biofilter eine Option. Biofilter zum Methanabbau werden sowohl als passive Filtersysteme, die nur aufgrund von Druckdifferenzen zwischen Deponiekörper und Atmosphäre durchströmt werden, als auch als aktive Biofiltersysteme betrieben. Zu beachten ist, dass aufgrund der geringen Wasserlöslichkeit von Methan verbunden mit entsprechend niedrigen Reaktionsgeschwindigkeiten die Verweilzeiten entsprechend groß zu wählen sind. Die Bildung extrazellulärer polymerer Substanzen durch die ubiquitär vorhandenen methanotrophen Bakterien kann zu einer Verkleisterung des Biofilters führen. Darüber hinaus können bestimmte im Deponiegas oder im Biofilter vorhandene Substanzen, insbesondere Ammonium, hemmend wirken.

### Biofilter zur Minderung von Bioaerosolen
In der landwirtschaftlichen Nutztierhaltung werden Biofilter überwiegend zur Geruchsabscheidung aus der Abluft von Schweineställen eingesetzt. Durch den Biofiltereinsatz können aber auch Bioaerosole minimiert werden. Die aus dem Filter austretenden Sekundäremissionen an Mikroorganismen sind im Vergleich zu den abgeschiedenen Mikroorganismen deutlich geringer.

### Rahmenbedingungen der biologischen Abluftreinigung
Die wichtigsten Voraussetzungen für das Funktionieren von Biofiltern sind:
- Einhaltung günstiger Temperaturen (5 bis 40 °C, in Ausnahmen bis 55 °C).
- Befeuchtung des Filtermaterials um ein Austrocknen des Filtermaterials zu verhindern.[10]
- Homogenes Filtermaterial um keinen ungefilterten Durchtritt durch das Material in Rissen und Spalten zu ermöglichen.
- Zu reinigende Inhaltsstoffe der Abluft müssen wasserlöslich sein.
- Zu reinigende Inhaltsstoffe der Abluft müssen biologisch abbaubar sein.
- Ergänzende Nährstoffe im Filtermaterial.[11]

## Abwasserreinigung in Biofiltern
Abwässer können in den meisten Fällen auf biologischem Wege gereinigt werden, dabei ist zu beachten, dass die Wasserqualität von den Inhaltsstoffen abhängig ist. Das Wasser wird durch die Adsorption, durch natürliche Fällungsreaktionen, durch Pflanzen und Mikroorganismen sowie durch Bakterien auf biologische Weise gereinigt. Dieses Verfahren wird bei den Pflanzenkläranlagen angewandt, um ungereinigtes Wasser zu reinigen und damit die Wasserqualität erheblich zu verbessern. In den technischen Klärwerken werden die Abwässer unter anderem auf biologische Weise gereinigt.

## Regeneration, Austausch, Entsorgung
Die Standzeit beträgt je nach Material zwei bis fünf Jahre, bei höheren Inertanteilen im Filtermaterial länger. Durch die Abbauprozesse findet eine langsame Mineralisierung des Filtermaterials statt, dabei werden die vorhandenen Nährstoffe verbraucht. Vor dem Austausch sollte getestet werden, ob eine Regeneration des Filtermaterials noch möglich ist (biologische Aktivität, Wasseraufnahme/-haltevermögen, …).
Es gibt mechanische und biochemische Verfahren zur Regeneration. Oft reichen mechanische wie Auflockerung von verklumpten Material, Abtrennung des Feinkornanteils (mit einer Siebtrommel), Beimengen von Frischmaterial. Für die biochemische Regeneration können, falls notwendig, auch Nährstoffe und Zuschlagstoffe beigemengt werden, um beispielsweise den pH-Wert einzustellen (mit Kalk oder Schwefel, am besten dort, wo das Rohgas zuerst eintritt). Diese Zugaben sollten die Filtermaterialoberfläche erreichen.
Ein Austausch von Filtermaterial ist notwendig, wenn
- der Volumenstrom aufgrund des Anstiegs des Differenzdrucks nicht mehr erreicht wird,
- eine ungleichmäßige Durchströmung wegen Austrocknung, Mineralisierung oder Überfeuchtung von Teilbereichen sich nicht mehr beheben lässt oder
- die Wirksamkeit des Biofilters trotz Pflege und Wartung nachlässt.[12]

Bei der Lieferung sollten in der Produktbeschreibung Empfehlungen zur Entsorgung stehen. Zu beachten sind das Kreislaufwirtschaftsgesetz und dessen nachgesetzliche Regelwerke wie z. B. Bioabfallverordnung, Düngemittelverordnung.